# Distrito de Kelluyo
El distrito peruano de Kelluyo es uno de los 7 distritos que conforman la Provincia de Chucuito, ubicada en el Departamento de Puno en el sudeste Perú, bajo la administración del Gobierno regional del Perú.
Desde el punto de vista jerárquico de la Iglesia católica forma parte de la Prelatura de Juli en la Arquidiócesis de Arequipa.

## Historia
El distrito fue creado mediante Ley No.23417 del 1 de junio de 1982, en el segundo gobierno de Fernando Belaúnde.

## Geografía
Es un distrito situado en el extremo oriental, próximo al lago Titicaca, en su lago más pequeño llamado Menor o Huiñamarca y fronterizo con Bolivia, formando la divisoria el río Desaguadero en la laguna Aguallamaya.
Limita por el norte con los distritos de Zepita y de Desaguadero; al sur con el Distrito de Pisacoma; al este con Bolivia y al oeste con el de Huacullani.

## Demografía
La población estimada en el año 2000 es de 8 609 habitantes.

## Capital
La capital del distrito es la ciudad de Kelluyo ubicada sobre los 3 859 m s. n. m.

## Autoridades

### Municipales
- 2023 - 2026[3]
  - Alcalde: Juan Hualpa Choque, del Movimiento Regional Por las Comunidades Fuente de Integración Andina.
  - Regidores:

  1. Ismael Mamani Morales (Movimiento Regional Por las Comunidades Fuente de Integración Andina).
  2. Nancy Llanos Toma(Movimiento Regional Por las Comunidades Fuente de Integración Andina).
  3. Ruben Victor Tarqui Copaja (Movimiento Regional Por las Comunidades Fuente de Integración Andina).
  4. Olga Marina Chambilla Mamani (Movimiento Regional Por las Comunidades Fuente de Integración Andina).
  5. Eliseo Estaña Ayala (Movimiento Político Mira).

## Festividades
- Junio: San Juan
- Julio: Santiago el Mayor
- Diciembre: Inmaculada Concepción